# Oliver Heaviside
 Der er for få eller ingen kildehenvisninger i denne artikel, hvilket er et problem. Du kan hjælpe ved at angive troværdige kilder til de påstande, som fremføres i artiklen.

Oliver Heaviside (født 18. maj 1850 i Camden Town, London, død 3. februar 1925 i Torquay, England) var en engelsk elektrotekniker, der i 1902 fremsatte en begrundet formodning om tilstedeværelsen af ét eller flere lag af elektrisk ladede partikler i den øvre atmosfære, som ville muliggøre radiokommunikation over store afstande. Teorien blev, uafhængigt heraf, samtidig fremsat af den britiskfødte elektroingeniør Arthur Edwin Kennelly, og lagene, der også benævnes ionosfæren, kaldes derfor ofte Kennelly-Heaviside-laget.
Heaviside udviklede endvidere nye, om end noget uortodokse metoder til løsning af differentialligninger, bl.a. til brug i telegrafteknikken, den såkaldte operatorregning. Metoden accepteredes ikke af de professionelle matematikere, som hævdede at den ikke byggede på et eksakt grundlag. Først i 1978 blev det vist med Charles' teorem, at betingelsen for Heavisides p operator er den samme som for Fouriertransformen og Laplacetransformen. De funktioner, det kan anvendes på, skal være kvadratisk-integrable i det relevante interval(se Hilbertrum). Der er af en vis interesse, at Leonhard Euler netop havde den samme tvivl om validiteten af Fouriertransformen (at det ikke gjalt for alle funktioner) og på den anden side, at Laplacetransformen blev accepteret uden videre. Heavisides p operator er meget praktisk og intuitiv, men eftersom Laplacetransformen blev accepteret uden forbehold af datidens matematikere, bliver der undervist i denne i dag.
Heaviside er også kendt for at have opfundet den velbekendte kompakte form af James Clerk Maxwells ligninger vi kender i dag. Oprindeligt bestod Maxwells ligninger af tyve separate ligninger. Heaviside bidrog også til vektorregning.
Heaviside arbejdede en overgang i Danmark som telegrafoperatør.